# Vivi Chaves
Minervina Sanches de Mendonça (Itajubá, 8 de agosto de 1929 — Belo Horizonte, 11 de outubro de 2002), mais conhecida como Vivi Chaves, foi a esposa de Aureliano Chaves, 19.º vice-presidente do Brasil entre 1979 e 1985, e desempenhou o papel de segunda-dama do país durante esse período. Além disso, Vivi foi primeira-dama de Minas Gerais de 1975 a 1978, quando seu marido era governador do estado.
Apesar de sua presença constante nos bastidores da política, a imagem pública de Vivi Chaves era mais centrada em seu papel familiar e no apoio ao marido, do que em atividades ou iniciativas próprias de grande visibilidade. Ela se manteve longe das polêmicas, sempre com uma postura de discrição, característica que a diferenciava de outras figuras públicas da época.

## Biografia
Nascida Minervina Sanches de Mendonça em Itajubá, Minas Gerais, era filha caçula de Humberto Sanches e Guiomar Schimidt Sanches. Ela cresceu em uma família de seis filhos, com seus irmãos Silvério, Carlos, Maria Rosária, José Cláudio e Marília. Desde jovem, sua trajetória foi marcada por uma vida familiar sólida e uma educação que a preparou para um papel de destaque ao lado de seu esposo, o engenheiro Aureliano Chaves.
Em 3 de maio de 1954, Vivi se casou com Aureliano, com quem teve três filhos: Maria Guiomar, Antônio Aureliano e Maria Cecília. O casamento, que marcou o início de uma parceria duradoura, foi também o ponto de partida para a participação de Vivi na vida pública e política do Brasil.
Quando Aureliano foi eleito governador de Minas Gerais, em 1974, Vivi assumiu o cargo de primeira-dama do estado em 15 de março de 1975. Durante seu tempo como primeira-dama, ela focou em ações voltadas para o apoio social e o bem-estar da população mineira, embora sem buscar os holofotes da vida pública de forma exuberante. Ela desempenhou seu papel com discrição, mas foi uma figura importante no cenário político de Minas, ao lado de seu marido.

## Segunda-dama do Brasil
Em 15 de março de 1979, com a posse de Aureliano Chaves como vice-presidente do Brasil, Vivi Chaves assumiu o papel de segunda-dama do país. Durante o mandato de seu marido, ela participou ativamente de várias atividades diplomáticas e de representações do governo brasileiro em viagens internacionais. Em 1982, Vivi acompanhou Aureliano em visitas oficiais a três países europeus, desempenhando um papel significativo nas relações bilaterais do Brasil com essas nações.

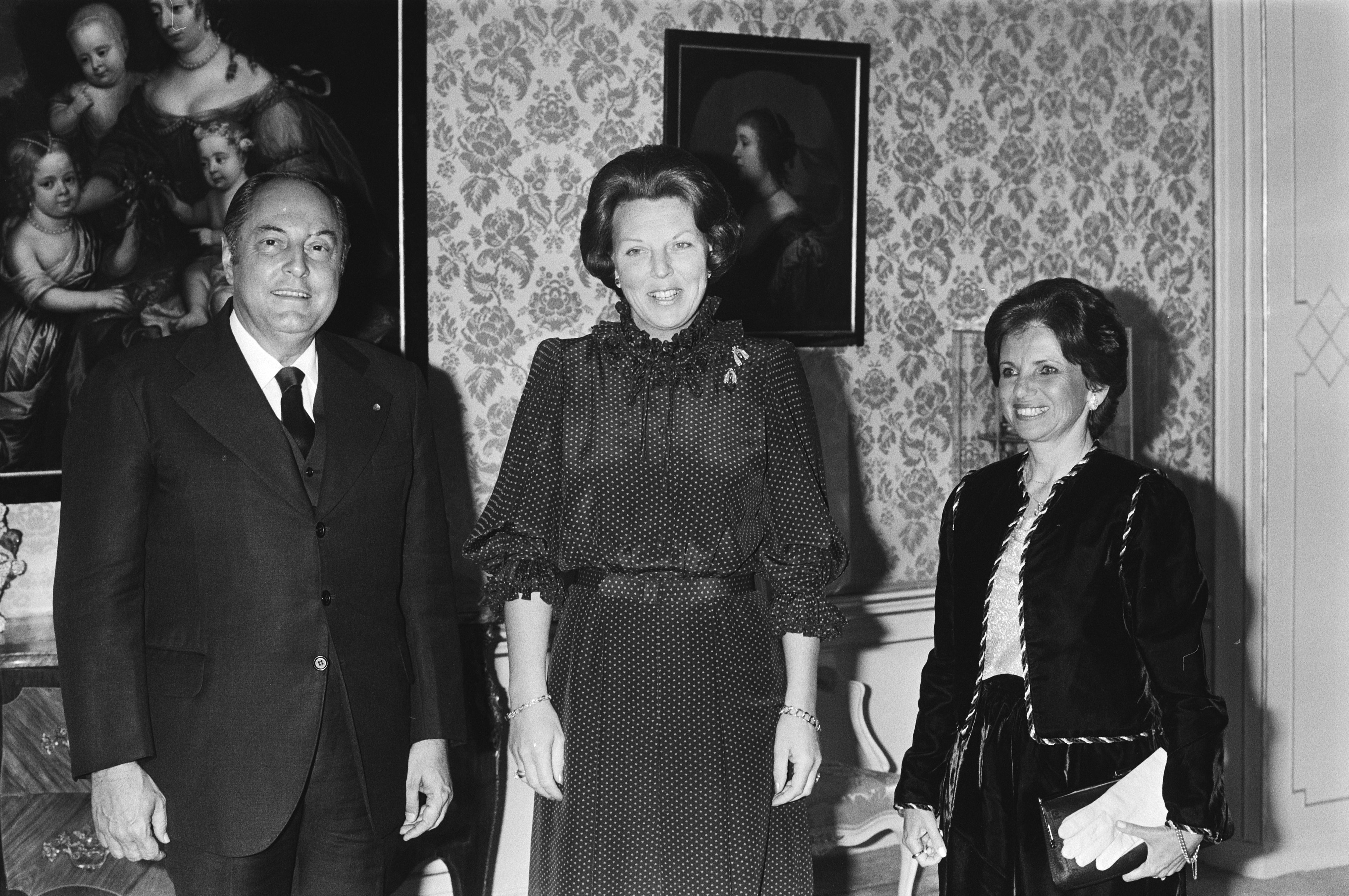
Vivi e Aureliano com a rainha Beatriz dos Países Baixos no Palácio Huis ten Bosch, em 1982.

A primeira dessas viagens ocorreu aos Países Baixos, de 30 de setembro a 5 de outubro de 1982. Durante sua estadia, o casal foi recebido pela Rainha Beatriz no Palácio de Huis ten Bosch, além de se reunir com o vice-primeiro-ministro Jan Terlouw e autoridades de setores-chave como energia e agricultura. A visita foi uma oportunidade para aprofundar as relações comerciais e diplomáticas entre os dois países.
De 5 a 8 de outubro de 1982, Vivi e Aureliano viajaram para a Hungria, onde foram recebidos pelo presidente do Conselho Presidencial, Pál Losonczi, e pelo presidente do Conselho de Ministros, Gyorgy Lazar. A visita à Hungria foi uma retribuição à visita que o vice-primeiro-ministro da Hungria, Lajos Faluvegi, havia feito ao Brasil, e teve como foco o fortalecimento das relações políticas e comerciais entre as duas nações. Durante esse período, as discussões se concentraram principalmente nas áreas de comércio e cooperação técnica.
A terceira viagem foi à Alemanha, entre 11 e 13 de outubro de 1982, onde o casal visitou a usina piloto de siderurgia a carvão natural em Baden-Baden, na Alemanha Ocidental. Durante essa visita, Aureliano e Vivi Chaves se encontraram com o presidente em exercício, Hans Koschnik, e com o ministro da Pesquisa e Tecnologia, fortalecendo a cooperação científica e industrial entre os dois países. A Alemanha foi um importante parceiro comercial do Brasil na época, e essa visita consolidou os laços em áreas como pesquisa tecnológica e inovação industrial.

## Morte
Vivi Chaves faleceu em 11 de outubro de 2002, aos 73 anos, devido a complicações de uma úlcera no estômago. Quase seis meses após o falecimento de Vivi, em 24 de março de 2003, seu esposo Aureliano Chaves também faleceu, em Belo Horizonte, em decorrência de complicações de saúde.

## Homenagens
- CMEI Vivi Sanches de Mendonça.[10]